# Martin MB-1
Die Martin MB-1, auch als Glenn Martin Bomber (GMB) bezeichnet, ist der erste in den USA entwickelte Bomber, den die US-Streitkräfte in größeren Stückzahlen beschafft haben. Die Glenn L. Martin Company entwickelte ihn 1918 und er blieb bis 1931 im Einsatz.

## Entwicklungsgeschichte

### Auftrag und Entwicklung
Nachdem die USA im April 1917 in den Ersten Weltkrieg eingetreten waren, verlangte die Armee nach leistungsfähigen Flugzeugen. Im Januar 1918 erhielt Martin den Auftrag zur Entwicklung eines Bombers und trat damit in Konkurrenz zu Entwürfen der europäischen Hersteller Caproni und Handley Page. 
Für das neue Projekt errichtete Martin an seinem Standort Cleveland, Ohio eine neue Fabrikhalle mit über 5600 m² Grundfläche. Donald Wills Douglas, der Jahre später seine eigene Flugzeugfirma gründen sollte, entwickelte die MB-1: Ein Doppeldecker mit Holzrahmen-Rumpf und Stoffbespannung, zwei 400-PS-Motoren von Liberty, einer Spannweite von 21,8 Meter und einem Startgewicht von über 4500 Kilogramm. Als Bewaffnung dienten fünf Maschinengewehre mit Kaliber 7,62 mm.

### Produktion
Nach dem Erstflug am 15. (nach anderer Quelle 17.) August 1918 testete die US Army die MB-1 gegen die europäischen Konkurrenzmodelle. Der Martin-Bomber erwies sich dabei als schneller und wendiger und so bestellte die Armee fünfzig Maschinen für ihre zu erwartenden Einsätze gegen Deutschland. Das baldige Ende des Krieges im November 1918 ließ die Bestellung auf zehn Stück schrumpfen, die zwischen September 1918 und September 1919 ausgeliefert wurden. 

### Varianten
Durch das Kriegsende hatte der Army Air Service, die neue Luftwaffenabteilung der US-Armee, keine rechte Verwendung mehr für die neuen Bomber. Daher stattete Martin die ersten vier Maschinen als Beobachtungsflugzeuge aus, mit Maschinengewehren, Kameras und bis zu 100 kg Bombenlast, genannt Modell G für Gunner. 
Die nächsten drei Exemplare wurden als Nachtbomber (Modell M) gebaut, stießen aber auf so wenig Interesse bei den Militärs, dass eine Maschine direkt vom Werk ins Smithsonian-Museum wanderte. 
Die letzten drei MB-1 erhielten jeweils eine spezielle Ausrüstung. Das Modell TA (für Trans Atlantic, Armeebezeichnung GMT) hatte Tanks für zusätzliche 2460 Liter Treibstoff für Überseeflüge, wurde aber schon im Juli 1919 in einem Sturm zerstört. Die CA (für Cannon, auch GMC) diente Tests mit einer 37-mm-Kanone an Bord und die 12P (GMP) war für den Transport von zwölf Passagieren ausgelegt. Bei der Umstellung auf ein neues Benennungssystem 1919 erhielt sie die Bezeichnung T-1 – das erste offizielle Transportflugzeug der US-Luftwaffe. 
Es folgte die zivile Variante MP für Postflüge auf der Strecke New York – Chicago mit bis zu 680 kg Zuladung, die sechsmal gebaut wurde, von denen aber nach wenigen Monaten Anfang 1920 nur noch zwei Maschinen intakt waren und schließlich an die Armee gingen. 

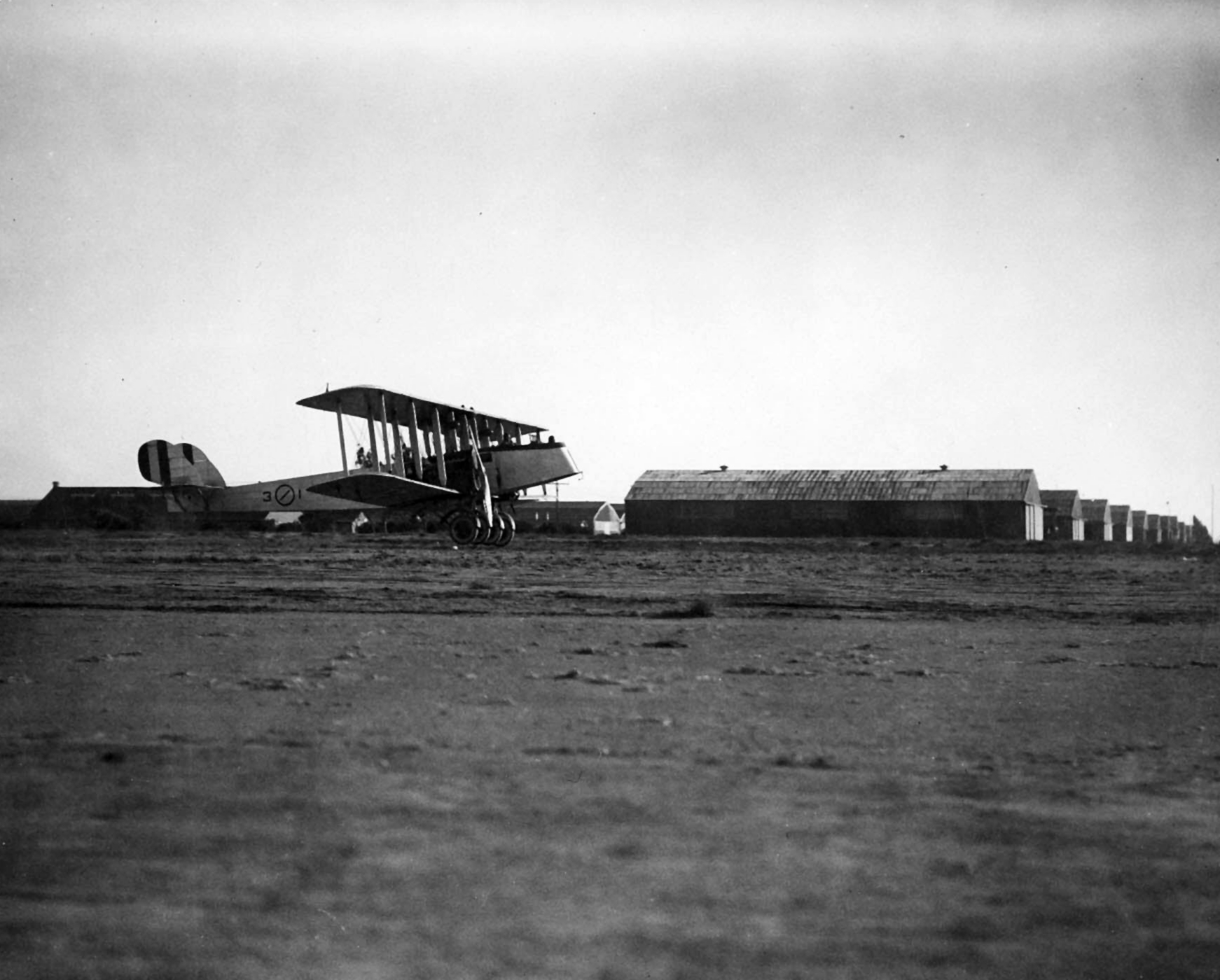
MT-1 der First Aviation Group des US Marine Corps auf der MCAS Quantico, 1925

Als die US Navy einen Torpedobomber orderte, produzierte Martin Anfang 1920 zwei MBT, die einen 750 kg schweren Torpedo tragen konnten, und zum Ende des Jahres weitere acht MT-1. Insgesamt baute Martin zehn MB-1 und weitere 16 der darauf basierenden Varianten. Die fünfte MB-1 erhielt später versuchsweise einen dritten Motor von Hispano-Suiza. Von den zehn MT-1 behielt die US Navy zwei Exemplare, die verbleibenden acht wurden zum US Marine Corps (USMC) transferiert. Nach dem 1923 eingeführten Bezeichnungssystem wurden die MBT und MT-1 in Martin TM umbenannt. Das letzte Exemplar der TM-1 stellte das USMC 1928 außer Dienst. Die letzten MB-1 wurden 1931 ausgemustert.

### Verbessertes Modell
Der eigentliche Durchbruch gelang dem Typ MB erst mit dem überarbeiteten Nachfolgemodell Martin MB-2, das Martin ab 1920 produzierte.

## Technische Daten
| Kenngröße                    | Daten der Martin MB-1                                                                       |
| ---------------------------- | ------------------------------------------------------------------------------------------- |
| Länge                        | 13,7 m                                                                                      |
| Spannweite                   | 21,8 m                                                                                      |
| Höhe                         | 4,5 m                                                                                       |
| Leergewicht                  | 3,04 t                                                                                      |
| Maximales Startgewicht       | 4,64 t                                                                                      |
| Maximale Bombenlast          | 470 kg                                                                                      |
| Höchstgeschwindigkeit        | 170 km/h                                                                                    |
| Maximale Flughöhe            | 3750 m                                                                                      |
| Reichweite mit max. Zuladung | 630 km                                                                                      |
| Antrieb                      | Zwei Liberty L-12A (V 1650; V12-Motor mit Wasserkühlung) mit je rund 294 kW/400 PS Leistung |
| Besatzung                    | Drei (Pilot, Bombenschütze, MG-Schütze)                                                     |